# Клюн
Клюн или човка е орган при птиците, образуван в резултат на удължаване на челюстите и редуцирането на зъбите. Костната основа на клюна е покрита от рогова пластинка. Функцията, за която служи, е разнообразна и това се показва от неговите многобройни форми. Той служи за хващане на плячка и разкъсването ѝ, за осезание, нападение и защита, придвижване, за дълбаене на хралупа, копаене на земя, а също и операции, свързани с поддържане на перата и строежа на гнездото.
В най-голяма степен формата на клюна се обуславя от хранителната специализация на птицата. При голяма част от видовете основата на горния клюн преминава във восковица. При птиците, които нямат восковица в основата на клюна, роговата пластинка постепенно изтънява и преминава към кожата на черепа. При птичите ембриони с цел по-лесно да разчупят черупката на яйцето, в което се развиват, в предната част на клюна се образува т.нар. яйчен зъб.
При някои от изкопаемите архаични птици клюнът е бил със зъби, които по-късно рудиментирали и днес съвременните птици нямат зъби. Освен птиците днес клюн имат и птицечовките, а от изкопаемите животни това са били птерозаврите. Древният прародител на птиците -- археоптериксът, не е имал клюн.